# Vitrinella tiburonensis
Vitrinella tiburonensis is een slakkensoort uit de familie van de Tornidae. De wetenschappelijke naam van de soort is voor het eerst geldig gepubliceerd in 1942 door Durham.